# وكالة المباحث رقم 1 للسيدات (مسلسل تلفزيوني)
وكالة المباحث رقم 1 للسيدات (بالإنجليزية: The No. 1 Ladies' Detective Agency)‏ هو مسلسل درامي كوميدي تلفزيوني، أنتجته هيئة الإذاعة البريطانية بالاشتراك مع إتش بي أو، ويستند إلى روايات تحمل نفس الاسم للكاتب ألكسندر ماكول سميث. تركز الروايات على قصة وكالة المباحث التي افتتحتها مما راموتسويو. تم تصوير المسلسل في موقع في بوتسوانا، وكان يُنظر إليه على أنه واحد من أوائل الإنتاجات السينمائية والتلفزيونية الرئيسية التي يتم عرضها في بوتسوانا.

## التأثير على بوتسوانا
أتاح التمويل المقدم للإنتاج للبلاد الفوائد الاقتصادية لاستضافة إنتاج فيلم كبير. كما أرسى الأسس للإنتاج المستقبلي من خلال تدريب الممثلين المحليين وأعضاء الطاقم الذين يأمل المسؤولون في خلق صناعة سينمائية محلية. تتوقع بوتسوانا أيضًا فائدة سياحية من الفيلم وتحافظ على موقع التصوير "كغالوود"، كجزء من جولة في غابورون تستهدف عشاق القصة.